# Мавзолей Августа

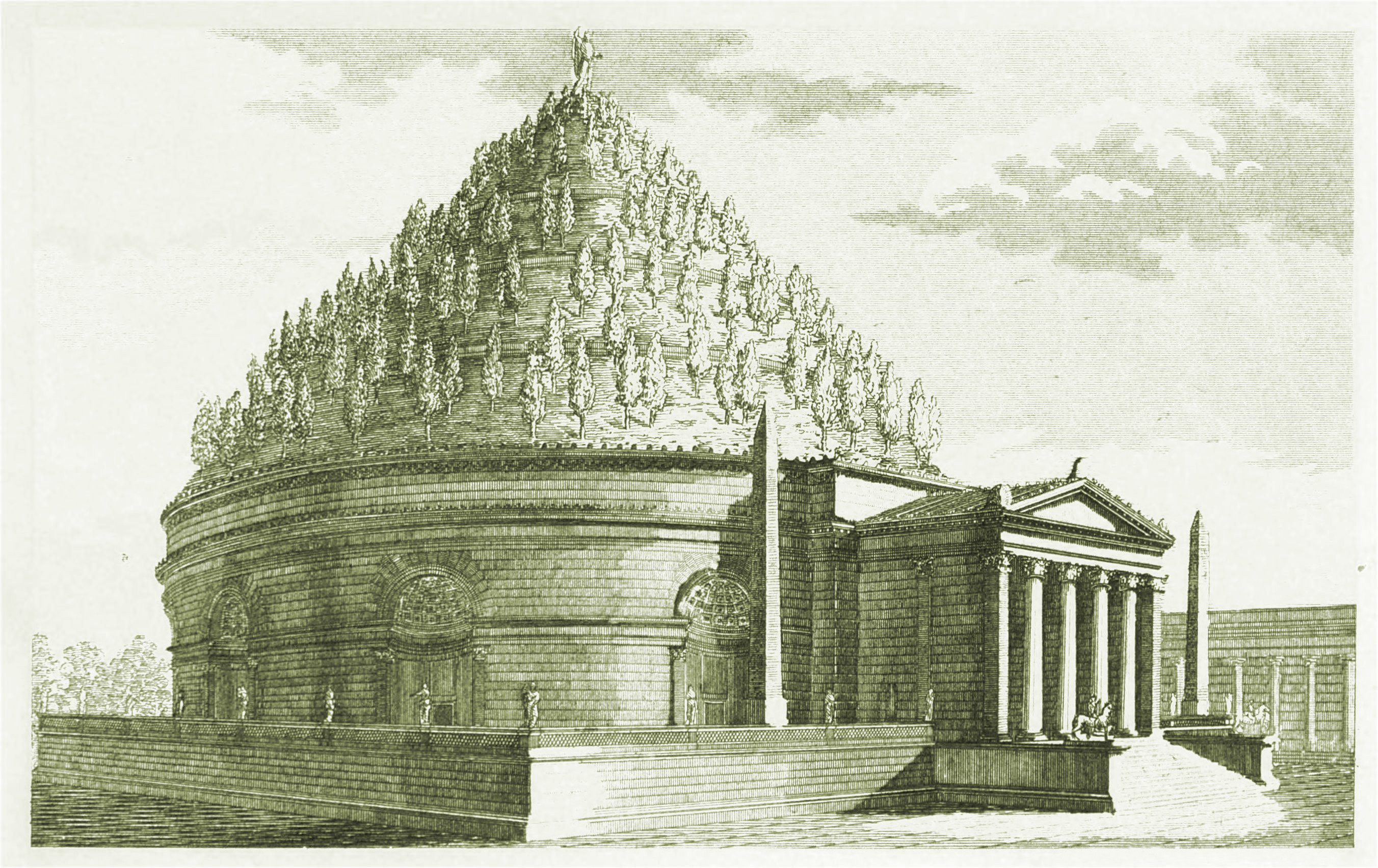
Л. Канина. Мавзолей Августа. Гравюра сборника «Здания древнего Рима». 1851

Мавзолей Августа (итал. Mausoleo di Augusto) — мавзолей, построенный Октавианом Августом на Марсовом поле в Риме.

## Описание
В 28 году до н. э. Август начал строить усыпальницу для себя и своих близких в центре Марсова поля. Строение из травертина повторяло форму этрусских могильников — тумулусов: в основе располагалось цилиндрическое строение (диаметром 87 м), над ним возвышались барабаны меньшего диаметра (общая высота составляла 44 м), последний барабан был увенчан статуей императора, вокруг мавзолея находилась терраса с колоннами. Терраса выходила на крышу большего барабана, на крыше росли вечнозелёные деревья.
Внутри хранились урны с прахом членов императорской фамилии: здесь были захоронены сам император, его жена Ливия, сестра Октавия, племянник Марцелл, а также императоры Тиберий, Клавдий и Нерва, другие представители рода Юлиев — Клавдиев и известные римские личности.
Перед входом в мавзолей находились два обелиска (возможно, символы победы Августа над Антонием и Клеопатрой) и бронзовые плиты с жизнеописанием Августа. Теперь один из них украшает площадь перед Квириналом (Piazza del Quirinale), а второй стоит на пьяцца дель Эсквилино (Piazza Esquilino), позади базилики Санта Мария Маджоре.

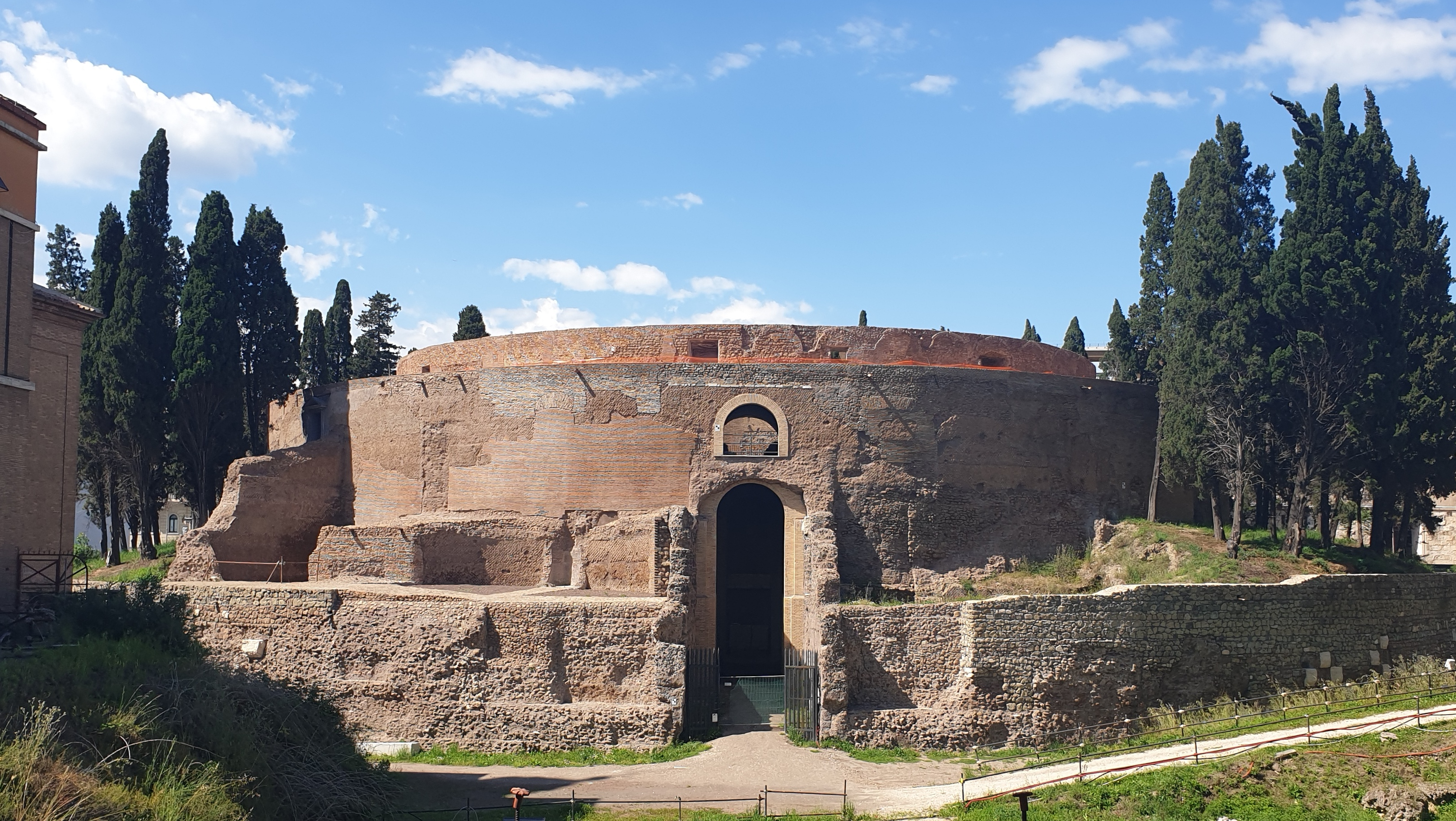
Вход в мавзолей. Современный вид

«Архитектура эпохи Августа, отличавшаяся классицистическим характером, была открыта и для эллинистических влияний. Не игнорирует она, как подтверждает трактат Витрувия, и этрусские традиции, включая их в идеал древнего искусства. Когда Август велит соорудить себе мавзолей, то в нём сливаются воедино восточное представление о монументальности царской усыпальницы и концепция этрусского тумулуса: на огромном цилиндрическом основании возвышается земляной холм, усаженный кипарисами».

## История
С падением Римской империи мавзолей пришёл в упадок, а в VIII веке был разграблен. В XII веке сооружение было превращено в крепость, которой владел род Колонна. В 1241 году по приказу папы Григория IX крепость подверглась разрушению. На развалинах устроен городской сад. В XVI—XVII веках семейство Содерини устроило на развалинах мавзолея висячие сады, украшенные статуями, а во внутренних помещениях хранило коллекцию римских древностей. C XVIII века остатки мавзолея использовались как площадка для разных публичных представлений и выставок.
В 1907 году муниципалитет Рима выкупил здание у частных владельцев. Спустя год здесь открылся концертный зал под названием Auditorium Augusteo, работавший до 1936 года.
В 1926 году были проведены археологические раскопки, а остатки сооружения отреставрировали.
В 1938 году рядом с мавзолеем был установлен другой памятник, связанный с именем Августа — Алтарь Мира, элементы которого были извлечены при раскопках на Корсо.
4 марта 2016 года комиссар-префект города Франческо Паоло Тронка утвердил проект по выделению 6 млн евро на предварительные работы по восстановлению памятника. Финальная стоимость реставрационных работ составила 11 млн евро. Одним из спонсоров выступил фонд телекоммуникационной группы TIM.
В 2021 году мавзолей открылся для посетителей, а окончательно завершить реставрационные работы, в том числе, в комнате с гробницей Августа, планировалось в 2022 году.